# 公孫衍
公孙衍（约前360年—约前300年），魏國陰晉（今華陰市東北）人。曾仕魏，任犀首之官（軍官名），人因以犀首称之，是戰國時期出身於魏國的縱橫家，先後於秦國、魏國為官，為張儀的連橫策略的主要對手。《史記》有公孫衍傳，繫附於張儀傳。《戰國策》也只有幾條零星的記載。

## 生平
公孫衍于秦惠文王五年（前333年）在秦為大良造。秦遣公孫衍大舉攻魏，攻取魏上郡雕陰（今陝西甘泉南），俘魏主將龍賈，敗其師四萬餘。魏國防守上郡、西河郡的主力被秦一舉殲滅。《史記》稱苏秦擔心秦國續攻他所輔佐的趙國，遂用計讓張儀前往秦國，希望能驅逐公孫衍。前332年，秦使公孙衍欺齐、魏以伐赵。赵肅侯责备苏秦，苏秦恐惧，请求到燕国说服燕国攻打齐国，遂离开赵国，苏秦所创立的合纵抗秦联盟从此破裂。公孙衍向秦惠文王提出，趁秦魏暂时和好之机，进攻别的国家。就在这时，张仪晉見了秦惠文王，他說魏国四面受敌，正是伐魏的良机，魏国有霸主的根基，如果它國力恢復而全力攻秦，秦国恐怕就很难对付了，張儀力陳公孙衍的方案实属误国之举。
後來張儀當了秦相，公孫衍就離開秦國而入魏為將，因為魏國國力衰退，公孫衍就圖謀拉攏其他國，聯合出擊取勝，在前325年與齊國大將田朌合手打敗趙國大將韓舉、趙護于平邑（今河南省南樂縣西北）、新城。公孫衍在前323年發起魏、韓、赵、燕、中山「五國相王」之事來對抗張儀的連橫策略。但張儀成功拉攏齊、楚等國，不久楚國就派兵伐魏，公孫衍的策略受到挫折。魏相惠施聯合齊、楚的活動也遭到失敗，被驅逐。前322年，張儀代表秦國遊說魏王，提出讓秦魏聯合攻韓，由秦得三川，魏得南陽，魏王同意，張儀為魏相。與張儀有過節的魏將公孫衍遊說韓王，讓韓王直接把南陽割給魏國以瓦解攻韓聯盟，於是公孫衍奪得張儀的功勞，受魏惠王重金獎賞。
前319年，魏國驅逐張儀回秦，並爭取各國合縱對付秦國，公孫衍由魏將升任魏相邦，同時惠施也回國，合縱形勢又形成了。前318年發起魏、趙、韓、燕、楚「五國伐秦」之舉，以楚懷王為縱長，又遊說義渠攻打秦國，大敗秦軍於李伯，但在函谷關一戰失利，五國紛紛退兵。
公孫衍聲勢烜赫一時。《孟子》著作中記載，景春對孟子說：「公孫衍、張儀豈不誠大丈夫哉！一怒而諸侯懼，安居而天下熄。」

## 延伸阅读
[在维基数据编辑]
 《史記/卷070》，出自司馬遷《史記》